# Ari Aster
Ari Aster (New York, 15 luglio 1986) è un regista, sceneggiatore, produttore cinematografico e montatore statunitense.
Dopo aver ottenuto riconoscimento iniziale per il cortometraggio The Strange Thing About the Johnsons (2011), è divenuto famoso per aver scritto e diretto i film dell'orrore Hereditary - Le radici del male (2018), suo lungometraggio d'esordio, Midsommar - Il villaggio dei dannati (2019) e la commedia grottesca Beau ha paura (2023), tutti distribuiti da A24. I suoi film si sono fatti notare per la loro inquietante combinazione di horror, umorismo nero, dramma e rappresentazioni di violenza esplicita. Nel 2018 ha co-fondato la società di produzione Square Peg con il produttore danese Lars Knudsen.

## Biografia
Nato a New York da madre poetessa e artista visiva e da padre batterista, entrambi ebrei americani, Aster è il maggiore di due figli maschi. La sua famiglia si trasferisce brevemente a Chester, in Inghilterra, per poi stabilirsi definitivamente nel Nuovo Messico quando lui ha dieci anni. Fin da bambino sviluppa una passione per i film dell'orrore e "fuori dagli schemi". Scrive fino al 2004 recensioni di film per il Weekly Alibi di Albuquerque. Si laurea in cinema all'Università di Belle Arti e Design di Santa Fe, venendo poi ammesso all'AFI Conservatory, la scuola di specializzazione dell'American Film Institute, dove si laurea in regia.

### Carriera
Si fa notare per la prima volta nel 2011, quando il suo cortometraggio di laurea The Strange Thing About the Johnsons trapela in rete e diventa virale a causa degli argomenti provocatori trattati, tra cui l'incesto e gli abusi sessuali. L'attenzione ricevuta dal corto gli fa guadagnare un agente ed Aster passa gli anni seguenti a scrivere diverse sceneggiature, senza che queste riescano però mai a concretizzarsi, mentre dirige altri sei cortometraggi, tra cui Munchausen (2013).
La prima sceneggiatura di Aster a diventare un film è nel 2018 l'horror Hereditary - Le radici del male, con Toni Collette ed Alex Wolff, che segna anche il suo esordio alla regia di un lungometraggio. Il film, su di una famiglia disfunzionale tormentata da misteriose tragedie dopo la morte della nonna, viene presentato al Sundance Film Festival 2018 e distribuito negli Stati Uniti dalla A24 a partire dal giugno dello stesso anno. La critica promuove a pieni voti l'esordio di Aster, mentre il pubblico è molto meno unanime, pur facendo incassare al film 80 milioni di dollari a livello globale a fronte di un budget di meno di 10.
Nel 2019 scrive e dirige un altro horror, Midsommar - Il villaggio dei dannati, con protagonista Florence Pugh, basato sulla storia di un gruppo di studenti americani in vacanza in Svezia alle prese con un ambiguo culto pagano. Il film incassa circa 48 milioni di dollari in tutto il mondo a fronte di un budget di 9 milioni di dollari.
Nel 2023 esce nelle sale il suo terzo lungometraggio Beau ha paura, con Joaquin Phoenix come protagonista, una commedia horror surreale su un uomo paranoico di mezza età che deve affrontare un'odissea piena di pericoli e minacce per raggiungere la madre. Il film ha ricevuto recensioni contrastanti dalla critica ma è stato un flop al box office, incassando un totale di 11,5 milioni contro un budget di 35 milioni.
Nel 2025 finisce di lavorare a Eddington, una commedia nera western con elementi noir, co-prodotta da A24 e Square Peg. Il film vede nuovamente Joaquin Phoenix nei panni del protagonista, affiancato da Emma Stone. L'anteprima del film è prevista al Festival di Cannes 2025.
Hertzfeldt e Aster stanno collaborando a un lungometraggio animato intitolato Antarctica, descritto da Hertzfeldt come "grande" e "molto costoso".

## Filmografia

### Regista e sceneggiatore

#### Lungometraggi
- Hereditary - Le radici del male (Hereditary) (2018)
- Midsommar - Il villaggio dei dannati (Midsommar) (2019)
- Beau ha paura (Beau Is Afraid) (2023)
- Eddington (2025)

#### Cortometraggi
- Herman's Cure-All Tonic (2008)
- The Strange Thing About the Johnsons (2011)
- TDF Really Works (2011)
- Beau (2011)
- Munchausen (2013)
- Basically (2014)
- The Turtle's Head (2014)
- C'est la vie (2016)

### Montatore
- TDF Really Works – cortometraggio (2011)
- The Turtle's Head – cortometraggio (2014)
- C'est la vie – cortometraggio (2016)

### Produttore
- Beau ha paura (Beau Is Afraid), regia di Ari Aster (2023)
- Dream Scenario - Hai mai sognato quest'uomo? (Dream Scenario), regia di Kristoffer Borgli (2023)
- Voci di potere (Rumours), regia di Guy Maddin, Evan Johnson e Galen Johnson (2024)
- Sasquatch Sunset, regia di David e Nathan Zellner (2024)
- Death of a Unicorn, regia di Alex Scharfman (2025)
- Eddington, regia di Ari Aster (2025)
- Bugonia, regia di Yorgos Lanthimos (2025)

## Riconoscimenti
- Boston Society of Film Critics Awards
  - 2018 – Candidatura al miglior regista esordiente per Hereditary – Le radici del male
- Chicago Film Critics Association Awards
  - 2018 – Candidatura al regista più promettente per Hereditary – Le radici del male
- Gotham Independent Film Awards
  - 2018 – Candidatura al premio Bingham Ray al miglior regista rivelazione per Hereditary – Le radici del male
  - 2018 – Candidatura al premio del pubblico per Hereditary – Le radici del male
  - 2019 – Candidatura alla miglior sceneggiatura per Midsommar – Il villaggio dei dannati
- Independent Spirit Awards
  - 2019 – Candidatura al miglior film d’esordio per Hereditary – Le radici del male
- Saturn Awards
  - 2019 – Candidatura al miglior regista rivelazione per Hereditary – Le radici del male